# Józef Konstanty Janiszewski
Józef Konstanty Janiszewski (ur. 31 sierpnia 1855 w Grodzisku Wielkopolskim, zm. 22 lipca 1923 w Berlinie) – działacz socjalistyczny związany z powstaniem I Proletariatu, drukarz.
Z ruchem socjalistycznym zetknął się w młodym wieku, swoje zainteresowania kontynuował na emigracji w szwajcarskiej Genewie. Z wykształcenia był drukarzem, brał udział w wydawaniu druków, ulotek i dzieł o treściach socjalistycznych. Pod koniec 1879 został wybrany przez działaczy polskiego ośrodka socjalistycznego wraz z Marią Jankowską-Mendelson, Stanisławem Mendelsonem i Hieronimem Truszkowskim do zainicjowania działalności socjalistycznej w Poznaniu. Grupa ta przybyła w drugiej połowie 1881 i przywiozła ze sobą literaturę propagandową i rozpoczęła działania agitacyjne. Janiszewski był jednym z tworzących kółka socjalistyczne oraz organizatorów tajnych spotkań. Wszelkie działania były podejmowane w porozumieniu z socjalistami niemieckimi, ale miały one miejsce tylko w środowiskach polskich robotników. Pod koniec 1881 socjaliści niemieccy zasugerowali, aby Józef Janiszewski kandydował do parlamentu niemieckiego, toteż częścią agitacji było przekonywanie mas robotniczych do głosowania na jego osobę. Grupa została rozbita na początku 1882, a Janiszewski został uwięziony. Po odbyciu wyroku nadal angażował się w działalność socjalistyczną, m.in. w latach 1895-1901 był współwydawcą „Gazety Robotniczej”.